# Karim Dermane
Karim Dermane, né le 26 décembre 2003 à Bafilo au Togo, est un footballeur international togolais qui joue au poste de milieu de terrain au FC Lorient en prêt du Lommel SK.

## Biographie

### En club
Né à Bafilo au Togo, Karim Dermane est formé à l'Académie Planète Foot dans son pays natal, avant de rejoindre le Feyenoord Rotterdam en janvier 2022. Il joue son premier match avec l'équipe première du club le 11 mai 2022.

### En sélections nationales
Karim Dermane honore sa première sélection avec l'équipe nationale du Togo le 24 mars 2022. Il marque son premier but pour la sélection le 24 septembre 2022 lors d'un match amical contre la Côte d'Ivoire.